# Axel Hotels
Pour les articles homonymes, voir Axel.
Axel Hotels est une chaîne hôtelière internationale, filiale d'Axel Corporation, dédiée à la communauté LGBT+.
Elle est fondée en 2003 par l'entrepreneur catalan Juan P. Julia Blanch.

## Histoire
L'idée est de créer une offre hôtelière orientée vers les  personnes LGBT, afin qu'elles puissent se sentir libres et à l'aise, et où la diversité est la valeur principale.
Le premier hôtel de la chaîne est inauguré en 2003 à Barcelone.
En 2007, un hôtel ouvre à Buenos Aires, en Argentine, puis en 2009 à Berlin, en  Allemagne,.

## Principaux établissements
- Gaixample
- Berlin
- Maspalomas
- Torremolinos